# Замятина, Вера Борисовна
Ве́ра Бори́совна Замя́тина (1906, Москва — 1992) — советский учёный в области агрохимии.

## Биография
Родилась в Москве в семье инженера-механика. На 5 курсе агрономического факультета Донского института сельского хозяйства работала лаборантом при кафедре общего земледелия и была оставлена на работе по окончании института. В 1931 году вернулась в Москву и поступила работать лаборантом в Институт агропочвоведения. В том же году была переведена во Всесоюзный институт удобрений и агропочвоведения (ВИУА) и работала там в течение 40 лет.
Во время Второй мировой войны находилась в эвакуации в городе Куйбышеве, где работала мотористкой на швейной фабрике, затем техником-геологом в Куйбышевском геологическом управлении.
В 1943 году продолжила работу в отделе агропочвоведения ВИУА, где занималась изучением фосфатного режима.
В 1959—1971 гг. руководила лабораторией изотопов в ВИУА, созданной в 1957 году О. К. Кедровым-Зихманом. Была членом учёного совета ВИУА. Опубликовала более 30 научных работ.

## Образование
- Промышленно-агрономический техникум (окончила в 1925).
- Агрономический факультет Донского института сельского хозяйства и мелиорации (г. Новочеркасск, 1925—1930).
- Кандидат сельскохозяйственных наук по специальности «Агрохимия» (1937). Тема диссертации: «Фосфорная кислота, связанная с органическим веществом почвы».

## Научные достижения
В 1950-е гг. одна из первых в СССР применила метод «меченых атомов», в частности 32Р. Приняла участие в разработке метода определения степени подвижности фосфатов в 0,03 н К2SO4 вытяжке, опубликованный в журнале «Почвоведение» (№ 11 за 1958 год) и получивший название метода Карпинского-Замятиной.
Организовала и возглавила работы с применением стабильного изотопа 15N для изучения трансформации азотных удобрений в почве и усвоения их сельскохозяйственными культурами в полевых условиях. По её инициативе и непосредственном участии на территории ЦОС ВИУА в Барыбине были построены большие полевые лизиметры (площадью 1 м² и глубиной 1,5 м). В результате впервые в СССР были получены уникальные сведения о количественной характеристике основных процессов трансформации азотных удобрений (аммонийной и нитратной формы) и балансе азота удобрений в системе почва-растение в полевых условиях. При этом установлены размеры использования азота удобрений и почвы растениями, величины иммобилизации азота удобрений в почве, размеры вымывания азота удобрений из корнеобитаемого слоя почвы в прямом действии и в последействии. На основе точного баланса 15N в системе почва-растение впервые определены размеры потерь азота удобрений из почвы в результате денитрификации.
В 1959 году зарегистрировала изобретение прибора для определения обменного калия в почвах и прибора для определения подвижного фосфора в почве по методу Кирсанова.

## Награды
- Орден Трудового Красного Знамени
- Медаль «За доблестный труд в Великой Отечественной войне 1941—1945 гг.»
- Медаль «В память 800-летия Москвы»